# Korýtka (Svojanov)
Korýtka (deutsch Georgenthal) ist eine Ansiedlung der Minderstadt Svojanov in Tschechien. Sie liegt einen halben Kilometer östlich von Svojanov und gehört zum Okres Svitavy.

## Geographie
Die Häuserzeile Korýtka befindet sich in der Svitavská pahorkatina (Zwittauer Hügelland) in Hanglage über dem Tal eines Zuflusses zum Starosvojanovský potok. Die Ansiedlung liegt südöstlich der Burg Svojanov auf dem Gebiet des Naturparks Údolí Křetínky. Südwestlich erhebt sich der Ke Korýtkům (586 m. n.m.), im Nordwesten der Pupek (622 m. n.m.).
Nachbarorte sind Rohozná im Norden, Banín, Lavičné und Bělá nad Svitavou im Nordosten, Starý Svojanov im Osten, Skalský Dvůr und Předměstí im Süden, Svojanov im Westen sowie Hradčany und Manova Lhota im Nordwesten.

## Geschichte
In den 1770er Jahren wurde der zum Gut Swojanow gehörige Skaler Hof (Skalský Dvůr) aufgehoben. Nachdem der k.k. Postmeister in Biechowitz, Georg Heißler, nach 1800 das Gut erworben hatte, ließ er in der Flur Korejtka zwölf Hektar Land des Skaler Hofes vermessen und parzellieren. Die neuen Siedler waren Fremde, die überwiegend aus den Sudeten stammten; sie wurden mit ihren Grundstücken belehnt. Im Jahre 1802 war die Kolonie mit sechs Häusern besiedelt; Heißler gab ihr den Namen Georgtahll. Dieser Name wurde jedoch nicht angenommen, im Laufe der Zeit setzte sich der Name Korejtka durch. Die Häuser wurden im  Verzeichnis von Alt-Swojanow eingetragen und erhielten die Konskriptionsnummern 48–53. Ab 1820 war die Familie von Stillfried und Rathenitz Besitzer des Gutes Swojanow. Nach dem Tode von Rüdiger von Stillfried und Rathenitz verkauften Anna und Agatha von Stillfried und Rathenitz das Gut 1833 an Fabian und Magdalena Neswadba.
Im Jahre 1835 bestand die im Chrudimer Kreis gelegene und nach Alt-Swojanow konskribierte Einschicht Georgenthal aus sechs Häusern. Pfarr-, Schul- und Amtsort war Swojanow. Bis zur Mitte des 19. Jahrhunderts blieb Georgenthal dem Allodialgut Swojanow untertänig.
Nach der Aufhebung der Patrimonialherrschaften bildete Korejtka / Georgenthal ab 1849 eine zum Ortsteil Starý Svojanov gehörige Ansiedlung der Marktgemeinde Svojanov / Swojanow im Gerichtsbezirk Polička. Ab 1868 gehörte Korejtka zum Bezirk Polička. Im Zuge der Neunummierung der Häuser von Starý Svojanov erhielten die sechs Häuser von Korejtka im Jahre 1869 eigene Orientierungsnummern (Nr. 1–6). Nach der Verselbständigung von Starý Svojanov verblieb Korejtka bei Svojanov und wurde dem dortigen Kataster zugeschlagen. Damit einher ging eine erneute Änderung der Hausnummern nach der Svojanover Nummerierung, bei der den Häusern von Korejtka die Nrn. 151–156 zugewiesen wurden. Zu dieser Zeit bestand die Kolonie nach wie vor aus sechs Häusern; es war jedoch ein Haus hinzugekommen und ein anderes (Nr. 52) abgebrannt. Nach dem Ersten Weltkrieg zerfiel der Vielvölkerstaat Österreich-Ungarn, die Siedlung wurde 1918 Teil der neu gebildeten Tschechoslowakischen Republik. Beim Zensus von 1921 lebten in den 6 Häusern von Korejtka 39 Personen, davon 36 Tschechen. 1924 erfolgte die Änderung des Ortsnamens in Korýtka. Von 1939 bis 1945 gehörte Korýtka / Georgenthal zum Protektorat Böhmen und Mähren. Im Zuge der Gebietsreform von 1960 erfolgte die Aufhebung des Okres Polička; Korýtka wurde dabei dem Okres Svitavy zugeordnet. Zum 1. Juli 1971 wurde Korýtka als Ortsteil von Svojanov aufgehoben. Die meisten Häuser werden als Ferienhäuser genutzt.

## Ortsgliederung
Korýtka ist Teil des Katastralbezirkes Svojanov.

## Sehenswürdigkeiten
- Haus Nr. 153 im authentischen Zustand mit Blockstube
- Haus Nr. 151, die Blockstube wurde beim Umbau entfernt
- Bildstock, am Waldrand westlich von Korýtka neben dem Weg zur Burg Svojanov